# Floyd Crosby
Floyd Delafield Crosby (Filadelfia, 12 dicembre 1899 – Ojai, 30 settembre 1985) è stato un direttore della fotografia statunitense.

## Biografia
Vinse l'Oscar alla migliore fotografia nel 1931 per Tabù. Ha vinto anche il Golden Globe per la migliore fotografia nel 1953 per Mezzogiorno di fuoco.
Suo figlio era il noto cantante David Crosby.

## Filmografia parziale
- Tabù (Tabu: A Story of the South Seas), regia di Friedrich Wilhelm Murnau (1931)
- Mezzogiorno di fuoco (High Noon), regia di Fred Zinnemann (1952)
- L'uomo nell'ombra (Man in the Dark), regia di Lew Landers (1953)
- Il vecchio e il mare (The Old Man and the Sea), regia di John Sturges (1958)
- I vivi e i morti (House of Usher), regia di Roger Corman (1960)
- The Little Shepherd of Kingdom Come, regia di Andrew V. McLaglen (1961)
- Il pozzo e il pendolo (Pit and the Pendulum), regia di Roger Corman (1961)
- Sepolto vivo (The Premature Burial), regia di Roger Corman (1962)
- I racconti del terrore (Tales of Terror), regia di Roger Corman (1962)
- I diavoli del gran prix (The Young Racers), regia di Roger Corman (1963)
- I maghi del terrore (The Raven), regia di Roger Corman (1963)
- La città dei mostri (The Haunted Palace), regia di Roger Corman (1963)
- Sallah (Sallah Shabati), regia di Ephraim Kishon (1964)